# Station Furukawabashi
Station Furukawabashi (古川橋駅, Furukawabashi-eki) is een spoorwegstation in de Japanse stad Kadoma. Het wordt aangedaan door de Keihan-lijn. Het station heeft twee sporen, gelegen aan twee zijperrons.

## Treindienst

#### Keihan-lijn
| 1 | ■ Keihan-lijn | richting Hirakatashi, Chūshojima, Sanjō en Demachiyanagi    |
| 2 | ■ Keihan-lijn | richting Moriguchishi, Kyōbashi, Yodoyabashi en Nakanoshima |

## Geschiedenis
Het station werd geopend in 1910. In de jaren 60, 70 en 80 werd het station vernieuwd en werd er een winkelcentrum onder het (opgehoogde) station gebouwd.

## Overig openbaar vervoer
Bussen van Keihan.

## Stationsomgeving
- Stadhuis van Kadoma
- Hoofdkantoor van Tiger Corporation
- Lotteria
- Daiei (warenhuis)
- An3
- Lawson